# Amasing
Der Schichtvulkan Bukit Amasing ist der größte einer Gruppe von drei kleinen andesitischen Vulkanen, welche in einer nordwestlich-südöstlichen Linie auf der Insel Bacan ausgerichtet sind. Seine Höhe beträgt 1030 m. Der Zeitpunkt des letzten Ausbruchs ist unbekannt.

## Quelle
- Amasing im Global Volcanism Program der Smithsonian Institution (englisch)